# Вирак
Вира́к (фр. и окс. Virac) — коммуна во Франции, находится в регионе Юг — Пиренеи. Департамент — Тарн. Входит в состав кантона Кармо-2 Валле-дю-Серу. Округ коммуны — Альби.
Код INSEE коммуны — 81322.

## География
Коммуна расположена приблизительно в 540 км к югу от Парижа, в 70 км северо-восточнее Тулузы, в 16 км к северо-западу от Альби.

## Климат
Климат умеренно-океанический. Зима мягкая и дождливая, лето жаркое с частыми грозами. Ветры довольно редки.

## Население
Население коммуны на 2010 год составляло 224 человека.
| 1962 | 1968 | 1975 | 1982 | 1990 | 1999 | 2010 |
| ---- | ---- | ---- | ---- | ---- | ---- | ---- |
| 267  | 263  | 220  | 206  | 221  | 211  | 224  |

## Администрация
| Период | Период | Фамилия   | Партия | Примечания |
| ------ | ------ | --------- | ------ | ---------- |
| 2001   | 2014   | Ив Дурду  |        |            |
| 2014   | 2020   | Алин Редо |        |            |

## Экономика
В 2007 году среди 120 человек в трудоспособном возрасте (15—64 лет) 89 были экономически активными, 31 — неактивными (показатель активности — 74,2 %, в 1999 году было 61,6 %). Из 89 активных работали 85 человек (45 мужчин и 40 женщин), безработных было 4 (3 мужчин и 1 женщина). Среди 31 неактивных 8 человек были учениками или студентами, 16 — пенсионерами, 7 были неактивными по другим причинам.